# Club Francés de Buenos Aires
El Club Francés de Buenos Aires es un club franco-argentino, ubicado en el barrio de Recoleta de Buenos Aires, donde también se encuentra la Embajada de Francia en Argentina. Como misión busca fortalecer los vínculos de amistad entre ambos países.

## Historia
Fue creado el 20 de mayo de 1866 citando entre sus objetivos desarrollar la amistad y las relaciones culturales entre los numerosos emigrantes franceses y los argentinos francófilos. En aquel entonces, club se instaló por primera vez en Café Malakoff, que se encontraba a pocas cuadras de la Casa Rosada. En 1910, por iniciativa del presidente del Club Francés se erigió en Buenos Aires un monumento en homenaje a los servicios prestados al país por Santiago de Liniers.
Entre sus primeros miembros se encuentran Ulderic Courtois, arquitecto de la basílica de Nuestra Señora de Luján, François Simon, creador de la Alianza Francesa de Buenos Aires, Joseph Linières, presidente de la Academia Nacional de Medicina, el arquitecto y paisajista Carlos Thays, director de parques y jardines de la ciudad de Buenos Aires, creador del Jardín Botánico Carlos Thays y de los jardines del barrio de Palermo, y Paul Groussac, director de la Biblioteca Nacional de la República Argentina de 1885 a 1929.

## Actividades
El Club Francés es sitio habitual de conferencias a las que asisten numerosos escritores, artistas y estudiosos como Jorge Luis Borges, Octavio Paz, Luis Federico Leloir, Luisa Mercedes Levinson, Henri Laborit, Mario Vargas Llosa, Victoria Ocampo, Adolfo Bioy Casares.
Con motivo del centenario de la Revolución francesa, el Club Francés recibe como miembro a Carlos Pellegrini, vicepresidente de la República Argentina, quien pocos meses después asume la presidencia de la Nación. Por el centenario de la Independencia recibe como miembro a José Figueroa Alcorta, Presidente de la Nación, acompañado de sus ministros y embajadores. En esa ocasión también reciben a Anatole France, premio Nobel, y Vicente Blasco Ibáñez. Entre sus huéspedes más reciente se encuentran Dominique de Villepin, quien instaló en la entrada una placa en homenaje a la comunidad francesa en Argentina, y José María Aznar.
El Club Francés, como actividad deportiva, desarrolla la práctica de la esgrima. En 1966, encargó al campeón olímpico Edward Gardère la creación de una sala de armas que dirigiría hasta su muerte en 1997, la cual se encuentra en el subsuelo.
El club sirvió de alojamiento a distintos personajes franceses que visitaban la Argentina, entre ellos Georges Clemenceau, quien obsequió obras de arte al club, Adrienne Bolland, Jean Mermoz, Antoine de Saint-Exupéry, André Malraux, Abbé Pierre, o visitantes extranjeros como el Príncipe de Gales, futuro rey Eduardo VIII.
En 1941, el Club Francés compró el edificio de diez plantas de Rodríguez Peña 1932, que aún ocupa. El solar pertenecía a la familia Vázquez Mansilla y con la compra se adquirieron obras del pintor Eduardo Sívori. La planta baja y el primer piso incluyen comedores, salones y bares. Los apartamentos están disponibles para los miembros y sus invitados. En la entrada, dos tablas dan los nombres de personalidades argentinas, españolas y francesas que han frecuentado el Club. Placas de bronce conmemoran acontecimientos o el paso de visitantes ilustres. El bar inglés de la planta baja está adornado con el lema Liberté, Égalité, Fraternité y un cuadro de Napoleón en la batalla de Wagram. En el gran salón se exhibe un cuadro que representa al mariscal Ferdinand Foch encabezando el desfile de la Victoria el 14 de julio de 1919, el busto de Madame Récamier de Houdon y una Marianne de mármol de Joseph Carlier. Los apartamentos están decorados con muebles antiguos y grabados franceses. El edificio fue restaurado en 2011 y se abrieron al público el restaurante y bar de la planta baja así como la mayoría de los apartamentos, bajo el nombre de Hotel Club Francés. La última placa conmemorativa fue colocada en 2014 con motivo de la celebración del cincuentenario de la visita de estado del General de Gaulle a Argentina en 1964.